# Neocompsa werneri
Neocompsa werneri är en skalbaggsart som beskrevs av Martins 1970. Neocompsa werneri ingår i släktet Neocompsa och familjen långhorningar. Inga underarter finns listade i Catalogue of Life.